# نهاش سياني الزعانف
نهاش سياني الزعانف (الاسم العلمي: Lutjanus cyanopterus) (بالإنجليزية: Cubera snapper)‏ هو نوع من الأسماك يتبع جنس النهاش من الفصيلة النهاشية.